# کوماسی بریلینت بلو
کوماسی بریلینت بلو (به انگلیسی: Coomassie Brilliant Blue) با فرمول شیمیایی C45H44N3NaO7S2 (Sodium salt) یک ترکیب شیمیایی با شناسه پاب‌کم 61365 است. که جرم مولی آن ۸۲۵٫۹۷ گرم بر مول می‌باشد. 